# Stereoscoop

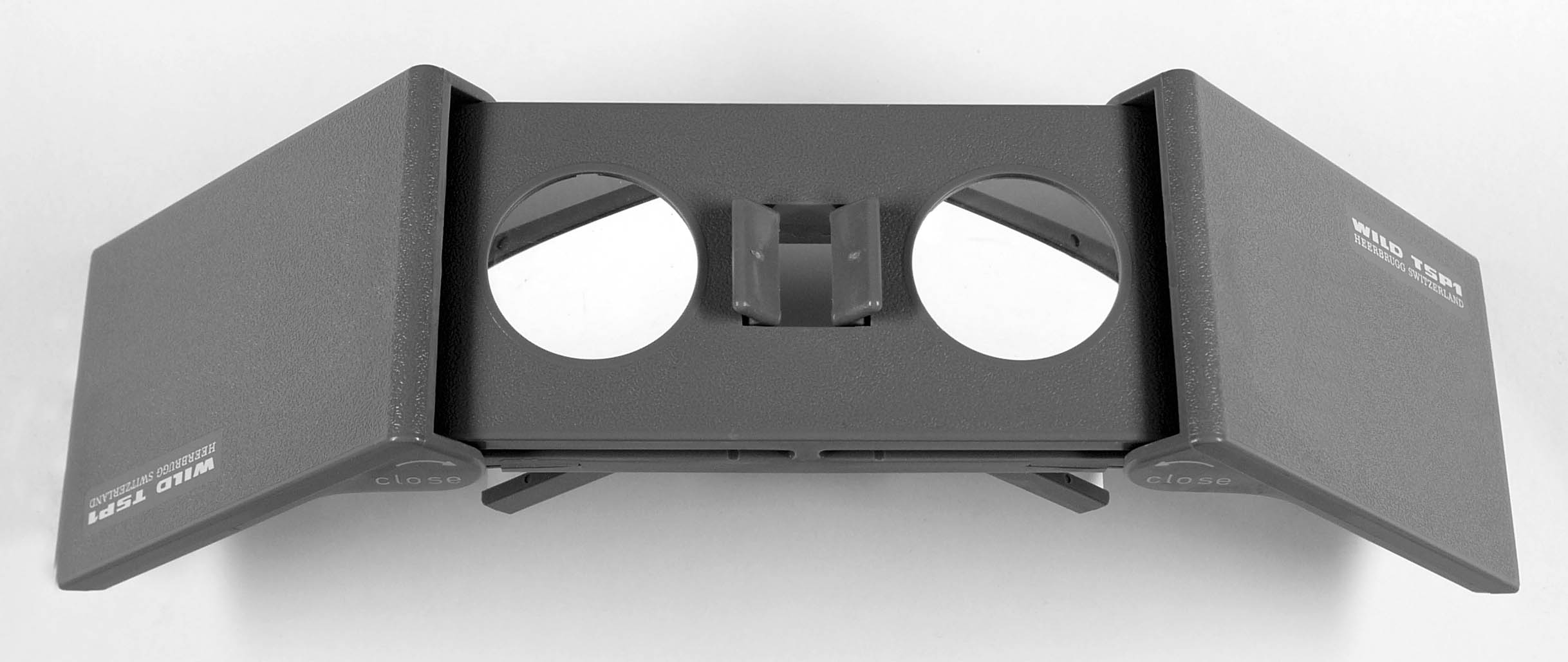
Eenvoudige opvouwbare stereoscoop voor plaatjes in een boek

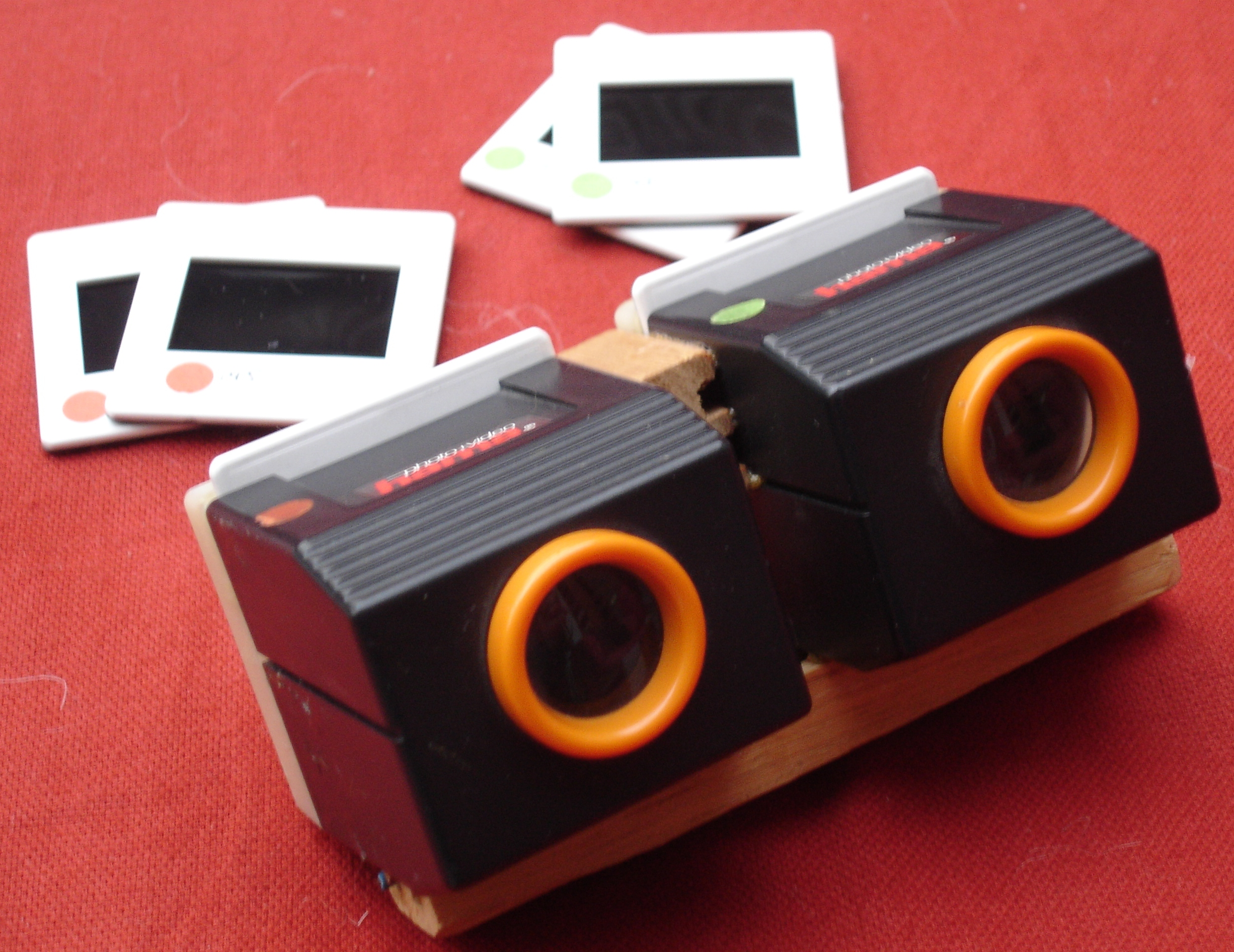
Eenvoudige stereoscoop, twee goedkope diaviewers op een plankje

Een stereoscoop is een toestel om de twee plaatjes van een stereogram apart en scherp met beide ogen te kunnen bekijken, op andere afstand dan waarop de ogen zijn gericht.
Er zijn verschillende typen stereoscopen, gebaseerd op het gebruik van lenzen en/of spiegels. Er zijn ook andere hulpmiddelen voor stereozien (stereoscopie)
Een lenzenstereoscoop bestaat uit twee lenzen oculairen, naast elkaar, waardoor de ogen op oneindig accommoderen terwijl naar de dia's of foto's van het stereogrom wordt gekeken. De oogassen gaan daardoor vanzelf evenwijdig staan.
Bij een lenzenstereoscoop is de afstand (separatie) tussen de optische centra van de oculairen gelijk aan de separatie van de oneindigpunten van de stereofoto. Dit komt dus niet per se overeen met de oogafstand van de beschouwer. De oculairen moeten niet te klein zijn, zodat iedereen, ongeacht zijn oogafstand, met beide ogen door de oculairen kan kijken. (De lenzen werken daarbij ook als prisma.)
Het is mogelijk een stereofoto zonder stereoscoop te bekijken, maar daarvoor is enige oefening nodig om de ogen op een andere afstand te laten scherpstellen dan de afstand waar de oogassen kruisen.

## Brewster

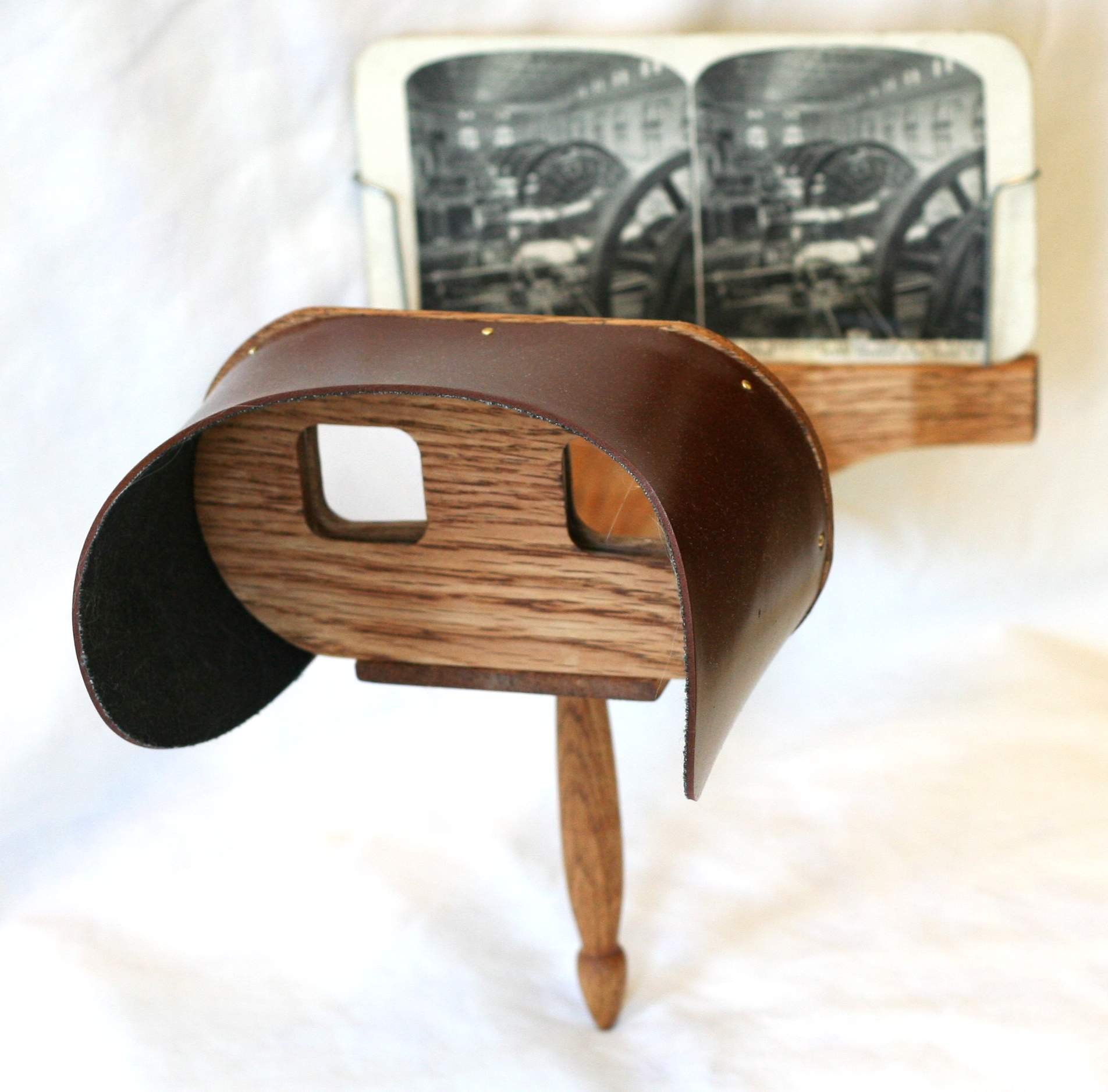
De bekendste stereoscoop, vooral gebruikt in de 19e eeuw.

In de negentiende eeuw was de Brewster-stereoscoop populair. Hierbij traden enkele kleine problemen op:
- Men koos voor vrij grote foto's, met een breedte van ongeveer 8 cm. De hele stereofoto was dus 16 cm breed, en de separatie was groter dan de oogafstand van de mens.
- Het was in die tijd niet mogelijk twee lenzen te slijpen met precies dezelfde brandpuntsafstand.

Beide problemen werden opgelost door een lens in tweeën te snijden. Men sneed dus door het optische centrum van de lens. De linkerlens werd gemonteerd met de dikste kant (waar zich het optische centrum bevond) links, en de rechterlens met de dikste kant rechts. De twee lenzen bevonden zich op dezelfde afstand als de oogafstand, terwijl de afstand tussen de optische centra groter was.

## View-Master
Een populaire stereoscoop is thans nog verkrijgbaar onder de merknaam View-Master (zie aldaar). Dit uitstekende artikel is tegenwoordig, tot verdriet van de liefhebbers, niet meer in de fotohandel te vinden maar in de speelgoedwinkels.

## Cobox
Het is ook mogelijk stereofoto's op het computerscherm te bekijken. Zie hiervoor het artikel Cobox.